# Méthode de Simpson
Pour les articles homonymes, voir Simpson.
En analyse numérique, la méthode de Simpson, du nom de Thomas Simpson, est une technique de calcul numérique d'une intégrale, c'est-à-dire le calcul approché de :
{\displaystyle \int _{a}^{b}f(x)\,\mathrm {d} x}
Cette méthode utilise l'approximation d'ordre 2 de f par un polynôme quadratique P prenant les mêmes valeurs que f aux points d'abscisse a, b et m = (a + b)⁄2. Pour déterminer l'expression de cette parabole (polynôme de degré 2), on utilise l'interpolation lagrangienne. Le résultat peut être mis sous la forme :
{\displaystyle P(x)=f(a){\frac {(x-m)(x-b)}{(a-m)(a-b)}}+f(m){\frac {(x-a)(x-b)}{(m-a)(m-b)}}+f(b){\frac {(x-a)(x-m)}{(b-a)(b-m)}}.}
Un polynôme étant une fonction très facile à intégrer, on approche l'intégrale de la fonction f sur l'intervalle [a, b], par l'intégrale de P sur ce même intervalle. On a ainsi la simple formule : 
{\displaystyle \int _{a}^{b}f(x)\,\mathrm {d} x\approx \int _{a}^{b}P(x)\,\mathrm {d} x={\frac {b-a}{6}}\left[f(a)+4f\left({\frac {a+b}{2}}\right)+f(b)\right].}

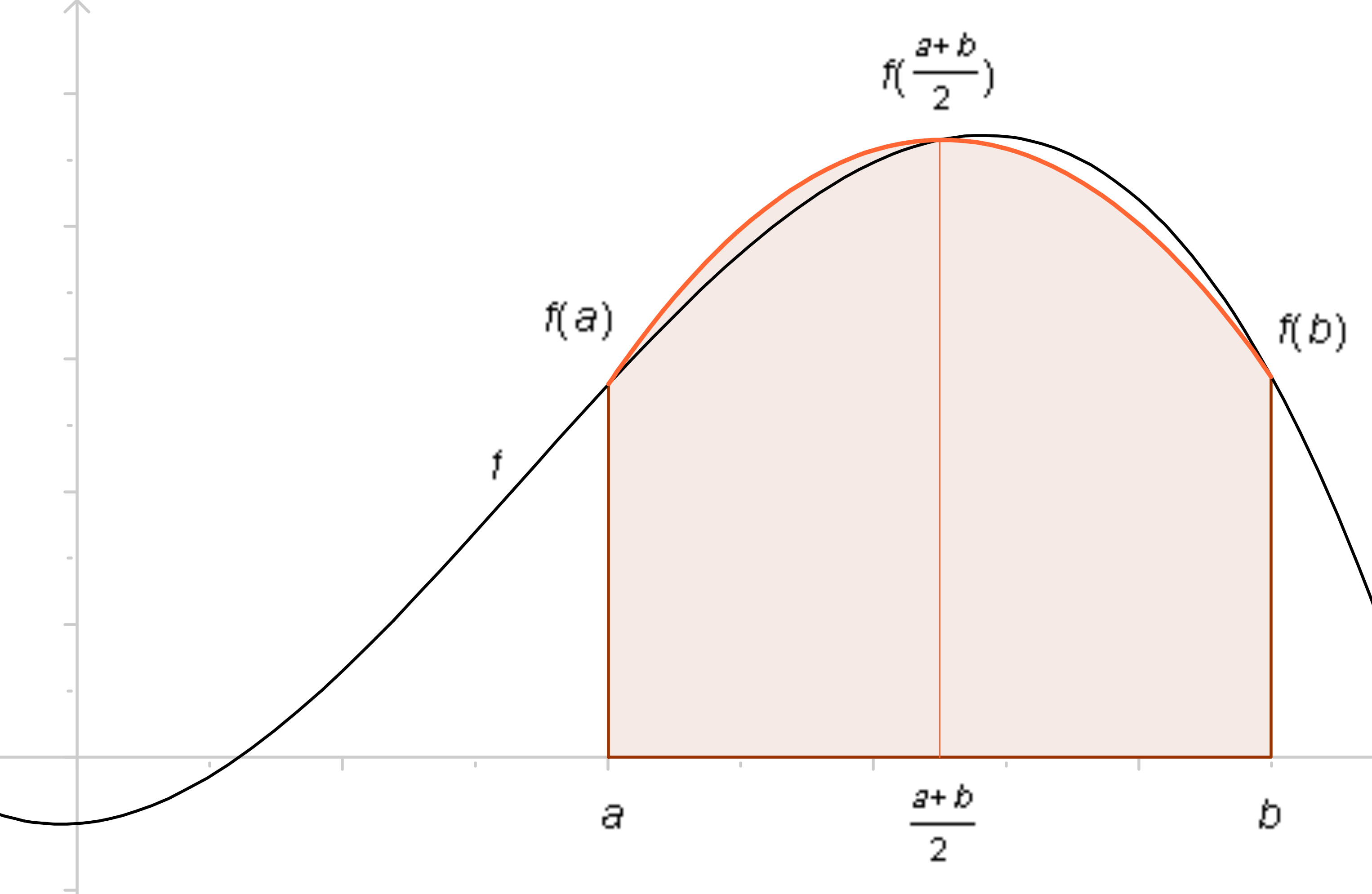
La courbe rouge représente le polynôme d'approximation P(x).

Un autre moyen d'arriver à ce résultat est d'appliquer les formules de Newton-Cotes avec n = 2.
Si f est 4 fois continument différentiable sur [a, b], l'erreur d'approximation vaut :
{\displaystyle -{\frac {h^{5}}{90}}f^{(4)}(\xi ),\xi \in [a,b]} où {\displaystyle h={\frac {b-a}{2}}.}
Cette expression du terme d'erreur signifie que la méthode de Simpson est exacte (c'est-à-dire que le terme d'erreur s'annule) pour tout polynôme de degré inférieur ou égal à 3. De plus, cette méthode est d'ordre 4 pour toute fonction continûment dérivable quatre fois sur [a, b].

## Forme composite

Illustration de la règle composite de Simpson

Par ailleurs, il apparaît que plus l'intervalle est petit, plus l'approximation de la valeur de l'intégrale est bonne. Par conséquent, pour obtenir un résultat correct, on subdivise l'intervalle [a, b] en sous-intervalles et on additionne la valeur obtenue sur chaque intervalle. Soit :
{\displaystyle \int _{a}^{b}f(x)\,\mathrm {d} x\approx {\frac {h}{6}}\left[f(x_{0})+2\sum _{j=1}^{n-1}f(x_{2j})+4\sum _{j=1}^{n}f(x_{2j-1})+f(x_{2n})\right],}
où :
- n est le nombre de sous-intervalles de [a, b] ;
- h =(b – a)⁄n est la longueur de ces sous-intervalles ;
- {\displaystyle x_{i}=a+i{\frac {h}{2}}} pour {\displaystyle i=0,1,\dots ,2n.}

Pour cette formule composite, le terme d'erreur devient égal à
{\displaystyle -n\times {\frac {h^{5}}{2880}}f^{(4)}(\xi '),\xi '\in [a,b],}
ce qui signifie que la méthode composite fournit aussi des résultats exacts pour des polynômes de degré inférieur ou égal à 3.
À la fois à cause de sa simplicité de mise en œuvre et sa bonne précision, cette méthode est la plus utilisée par les calculatrices pour tous calculs approchés d'intégrales de fonctions explicites.

## Méthode 3/8 de Simpson

Illustration de la méthode 3/8 de Simpson

La méthode 3/8 de Simpson, ou deuxième méthode de Simpson, s'appuie cette fois sur une approximation cubique de la fonction plutôt qu'une approximation quadratique :
{\displaystyle {\begin{aligned}\int _{a}^{b}f(x)\,\mathrm {d} x&\approx {\frac {3}{8}}h\left[f(a)+3f\left({\frac {2a+b}{3}}\right)+3f\left({\frac {a+2b}{3}}\right)+f(b)\right]\\&={\frac {b-a}{8}}\left[f(a)+3f\left({\frac {2a+b}{3}}\right)+3f\left({\frac {a+2b}{3}}\right)+f(b)\right],\end{aligned}}}
où {\displaystyle h=(b-a)/3} est le pas.
L'erreur est donnée par
{\displaystyle -{\frac {3}{80}}h^{5}f^{(4)}(\xi )=-{\frac {(b-a)^{5}}{6480}}f^{(4)}(\xi ),}
où {\displaystyle \xi \in [a,b]}. La méthode 3/8 est donc deux fois plus précise que la méthode classique, mais nécessite une évaluation supplémentaire de la fonction.
Pour une formule basée sur une interpolation d'ordre supérieur, on pourra se tourner vers les formules de Newton-Cotes.
On peut également dériver la formule 3/8 de Simpson pour en tirer une forme composite :
{\displaystyle {\begin{aligned}\int _{a}^{b}f(x)\,\mathrm {d} x&\approx {\frac {3}{8}}h\sum _{i=1}^{n/3}\left[f(x_{3i-3})+3f(x_{3i-2})+3f(x_{3i-1})+f(x_{3i})\right]\\&={\frac {3}{8}}h\left[f(x_{0})+3f(x_{1})+3f(x_{2})+2f(x_{3})+3f(x_{4})+3f(x_{5})+2f(x_{6})+\dots +2f(x_{n-3})+3f(x_{n-2})+3f(x_{n-1})+f(x_{n})\right]\\&={\frac {3}{8}}h\left[f(x_{0})+3\sum _{i=1,\ 3\nmid i}^{n-1}f(x_{i})+2\sum _{i=1}^{n/3-1}f(x_{3i})+f(x_{n})\right].\end{aligned}}}
L'erreur est évaluée avec
{\displaystyle -{\frac {1}{80}}h^{4}(b-a)f^{(4)}(\xi ),}
mais il apparait clairement que la formule n'est utilisable pour n multiple de 3[pas clair].